# Fior di latte
Il fior di latte o fiordilatte o semplicemente mozzarella o anche mozzarella di latte vaccino, mozzarella da latte vaccino, mozzarella vaccina e mozzarella di mucca è un formaggio molle, fresco e di latte intero vaccino a pasta filata; è prodotto in tutta Italia e da secoli al Centro e al Sud. Le sue origini, che in ogni caso sono molto antiche, secondo alcuni autori vanno collocate in Molise; resta ancora controversa la questione sul vero primato dell'origine.
Il prodotto gode di diversi riconoscimenti di qualità: con la denominazione di "mozzarella" è STG dal 1996; con la denominazione "fior di latte Appennino meridionale" beneficia dal 2002 della IGP; infine, quello di Gioia del Colle ha ottenuto il riconoscimento DOP con la denominazione "mozzarella di Gioia del Colle" . Con la denominazione "fiordilatte" è anche un PAT della Regione Campania.
Non è da ritenersi corretta la dicitura "mozzarella fior di latte", talora utilizzata da caseifici industriali situati in zone in cui la produzione di questo formaggio non è tradizionale, poiché la locuzione "fior di latte", anche se non univerbata, non costituisce un predicato del termine "mozzarella" ma un sostantivo a sé stante di genere maschile.

## Tipi e usi
Ha una forma sferoide o cuboide che dà una resa del 14-15%. Questo tipo di formaggio si consuma freschissimo, ossia a non oltre tre giorni dalla produzione. Insieme al pomodoro è l'ingrediente principale della pizza. I vari tipi sono pure definiti: da tavola e da pizza, che è riconosciuto da una norma legale; quello da pizza deve contenere meno acqua e grasso, cioè il 15-20%, contro il 20-25% di quello da tavola.
Il fior di latte è ideale per cucinare e imbottire, in particolare per preparare la farcitura della mozzarella in carrozza. Il fiordilatte è riconosciuto come specialità tradizionale garantita (STG) di Campania, Abruzzo, Basilicata, Calabria, Lazio, Marche, Molise, Puglia e Sicilia. Come tale è stata ufficialmente inserita nella lista dei prodotti agroalimentari tradizionali italiani (P.A.T.) del Ministero dell'agricoltura, della sovranità alimentare e delle foreste (Masaf). Il cosiddetto "nodino" di mozzarella, vale a dire la mozzarella annodata, è originario di Gioia del Colle, paese della città metropolitana di Bari. La mozzarella di Gioia del Colle negli anni ha ottenuto numerosi riconoscimenti a livello nazionale e internazionale e nel 2020 ha anche ricevuto la denominazione DOP. Il fior di latte del Vallo di Diano, di Sorrento, di Agerola, dell'Agro nocerino-sarnese e dei monti Lattari è prodotto con latte di vacche di una razza presente solo in loco e allevata secondo la tradizione.
In Lazio e Campania il fior di latte è prodotto per lo più non artigianalmente il che si può constatare dall'assenza della caratteristica cicatrice della mozzarella che dopo la filatura viene mozzata a caldo.